# Occupazione anglo-russa di Napoli
L'occupazione anglo-russa di Napoli fu lo stazionamento delle forze britanniche e russe nel Regno di Napoli dall'estate del 1805 fino al gennaio 1806 durante la guerra della terza coalizione.

## Contesto storico
Una precedente cooperazione nel luglio 1799 tra l'ammiraglio britannico Horatio Nelson e l'ammiraglio russo Fëdor Fëdorovič Ušakov portò alla riconquista di Napoli e alla soppressione della Repubblica Napoletana rivoluzionaria filo-francese. La guerra si concluse con il Trattato di Firenze (28 marzo 1801), in cui Napoli dovette fare varie concessioni alla Francia, inclusa la chiusura dei suoi porti a tutte le navi ottomane e britanniche, dando alla Francia un trattamento preferenziale nel commercio e consentendo guarnigioni francesi a Pescara e nei porti commerciali pugliesi come Brindisi e Otranto e della provincia di Terra d'Otranto sulla costa pugliese (del Regno di Napoli).
Per il suo imminente scontro con l'Austria e la Russia nell'Europa centrale nell'autunno del 1805, l'imperatore francese Napoleone cercò di proteggere il suo fianco meridionale. Era disposto ad abbandonare le città costiere della Puglia occupate dai francesi a Napoli in cambio della neutralità napoletana nella guerra a venire. Il re Ferdinando di Napoli e di Sicilia acconsentì e firmò un trattato con Napoleone.

## Corso
Tuttavia, dopo aver ricevuto le città pugliesi, Ferdinando tornò presto sulla sua promessa e si alleò con i nemici della Francia, Regno Unito e Russia, che sbarcarono truppe a Napoli con il suo permesso per proteggersi da un'eventuale invasione francese e per pianificare un attacco agli Stati napoleonici dell'Italia centrale e settentrionale. Il comandante britannico era il generale James Henry Craig, che all'epoca aveva problemi di salute e disponeva di 7 000 soldati, mentre le forze russe erano guidate da Maurice Lacy e Roman Anrep. L'esercito combinato era troppo debole e mal equipaggiato per resistere a qualsiasi serio attacco francese.
Quando l'esercito combinato austro-russo subì un duro colpo da Bonaparte nella battaglia di Austerlitz il 2 dicembre 1805, 30 000 soldati francesi furono liberati per una campagna contro Napoli. Lo zar Alessandro I di Russia ordinò alle sue truppe di ritirarsi dall'Italia meridionale a Corfù, cosa che fecero dopo che Lacy ricevette l'invito dello zar il 7 gennaio 1806. Nel frattempo, Craig stava aspettando ordini da Lord Castlereagh; scrive il 30 dicembre di aver ricevuto le sue ultime istruzioni il 16 ottobre. Contro il volere dell'ambasciatore Hugh Elliot, che avvertì che l'evacuazione avrebbe provocato l'attacco dei francesi, Craig fece partire le truppe britanniche, ampiamente inferiori di numero, da Napoli e salpare per la Sicilia il 10 gennaio 1806, ponendo fine all'occupazione anglo-russa e lasciando i napoletani. esercito per difendere il regno da solo. La flotta britannica raggiunse Messina il 22 gennaio ei soldati sbarcarono.

## Conseguenze
Dopo Austerlitz, Napoleone radunò le sue forze per punire il tradimento di Ferdinando e prendere possesso di tutta l'Italia meridionale. Le truppe francesi invasero e conquistarono il regno dall'8 febbraio al 18 luglio 1806.